# Xã Allen, Quận Worth, Missouri
Xã Allen (tiếng Anh: Allen Township) là một xã thuộc quận Worth, tiểu bang Missouri, Hoa Kỳ. Năm 2010, dân số của xã này là 165 người.